# Castel Morenberg

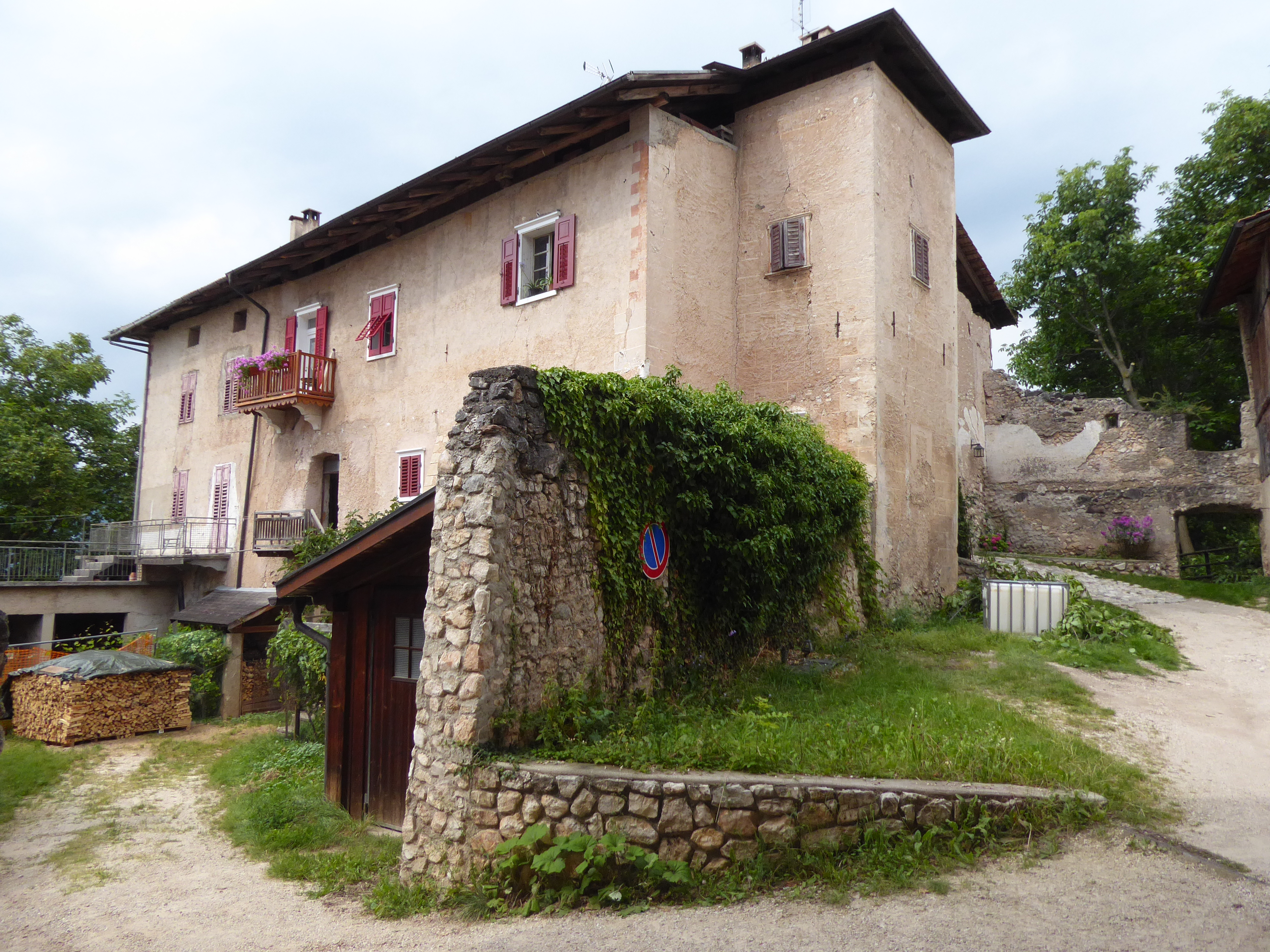
Castel Morenberg

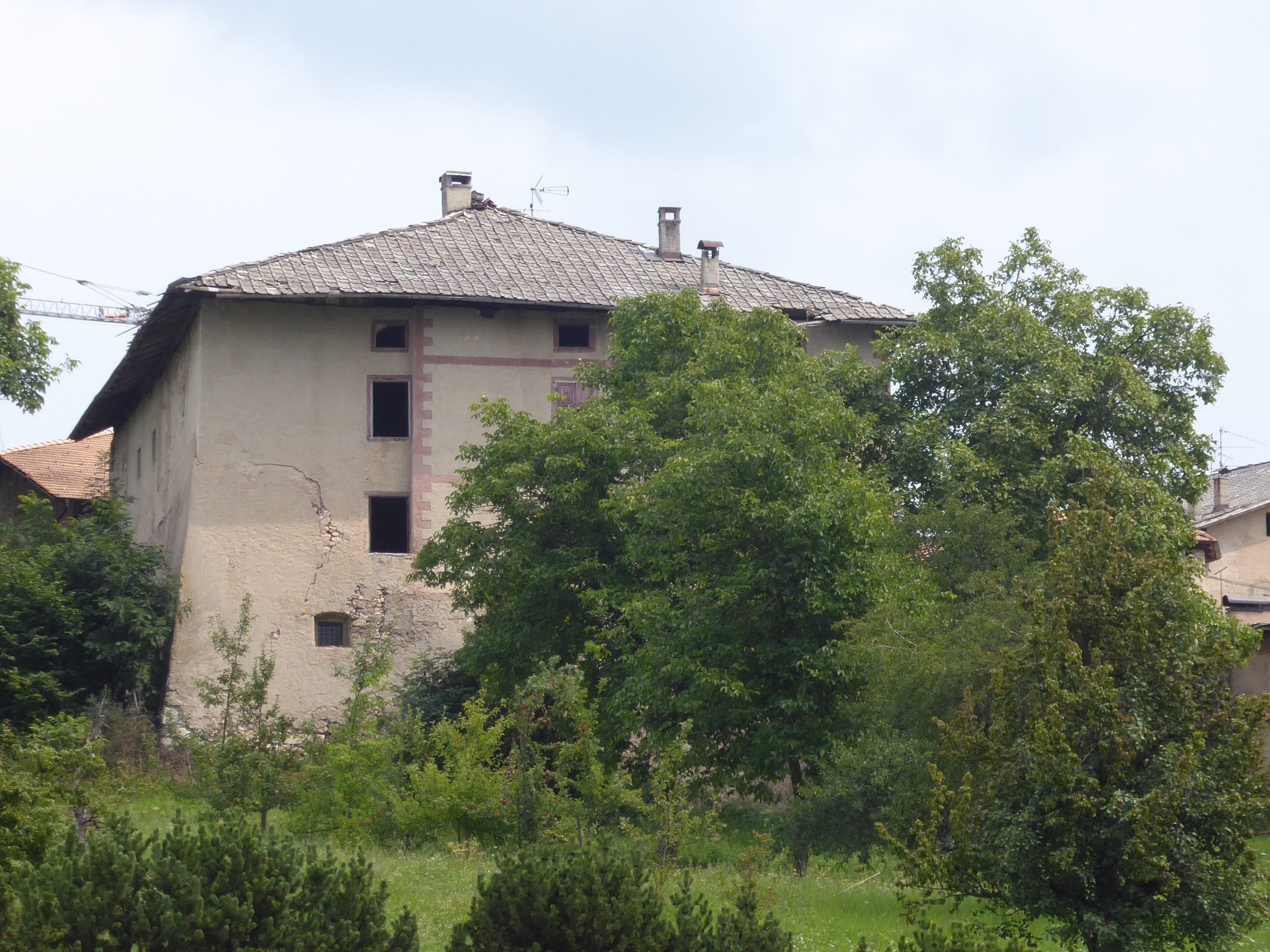
Gebäudetrakt

Castel Morenberg ist ein alter Edelsitz bei der Gemeinde Sarnonico im Trentino. 

## Geschichte
Das Castel im Weiler Su al Ciastèl, auf einer Anhöhe oberhalb des Dorfes Sarnonico, war Sitz der gleichnamigen Adelsfamilie de Moris, die sich nach der Adelserhebung von Morenberg nannte. Der Vorgängerbau aus dem 13. bis 14. Jahrhundert wurde im 16. Jahrhundert durch einen Neubau ersetzt. Um 1380 belehnte der Bischof von Trient den Notar Giovanni de Moris, Stammvater der Familie, mit der Veste. Am 20. März 1510 erhielten die Brüder Johann Anton, Nikolaus und Thomas sowie deren Vetter Friedrich de Moris in Augsburg vom Kaiser Maximilian I. die Bestätigung des Ritterstandes und adlige Freiheiten für ihre umgebaute Behausung Darzess in Sarnonico. Die Burganlage bestand damals aus einem oberen und unteren Teil, letzteres bewohnte das Dienstpersonal. Später diente der Familie das Palazzo Morenberg als Hauptwohnsitz. Das Schloss fiel im 17. und 18. Jahrhundert mehreren Bränden zum Opfer. Die Jahreszahl 1663 über dem Eingangstor lässt auf eine Erneuerung zu dieser Zeit schließen. Das Geschlecht das 1700 in den Grafenstand erhoben wurde, ist 1746 im Mannesstamm erloschen. Erben waren die Freiherren von Cles. 1888 zerstörte ein weiterer verheerender Brand das Schloss fast vollständig. Nur ein Teil der Anlage wurde als bäuerliches Wohnhaus wiederaufgebaut. Das Anwesen befindet sich heute in Privatbesitz und kann nicht besichtigt werden. 2012 beschloss die Landesregierung eine Sanierung.

## Beschreibung
Von der früheren Burg zeugen noch heute Umfassungsmauern, auch der untere Teil eines runden Turms. Über dem Eingangstor befindet sich eine Sonnenuhr mit der Jahreszahl 1663.